# Anders Björklund
Anders O.H. Björklund, född 1945 i Söderhamn, är en svensk histolog och hjärnforskare, pionjär i utvecklingen av metoder för reparation av hjärnans nervkretsar, baserat på cell- och gen-terapi.
Anders Björklund disputerade 1969 vid Lunds universitet och blev 1970 doc i histologi vid samma lärosäte. Han blev 1983 professor i histologi vid Lunds universitet. Björklund har varit gästprofessor vid University of Oxford i England och publicerat över 600 arbeten rörande det centrala nervsystemets uppbyggnad och läkningsmekanismer med inriktning på reparation av hjärnans nervkretsar. Han är ledamot av Kungliga Vetenskapsakademien sedan 1989 och utländsk ledamot i National Academy of Sciences USA sedan 2011.

## Karriär
Björklund växte upp i Växjö. Efter studentexamen vid Katedralskolan på började han sina medicinstudier vi universitetet i Lund 1964, men kom snart att ägna sig på heltid till forskning på professor Bengt Falcks laboratorium på Histologiska Institutionen i Lund. Falck hade i början på 60-talet utvecklat en ny metod att synliggöra några av nervsystemets viktigaste signalsubstanser, dopamin, noradrenalin och serotonin, i mikroskopiska snitt. Denna metod –Falck-Hillarpmetoden - revolutionerade studiet av hjärnans nervkretsar och öppnade upp ett helt nytt forskningsfält där Björklund och hans team i Lund kom att spela en ledande roll. Under åren efter disputationen genomförde han, i samarbete med sin PhD-student Olle Lindvall, en vidareutveckling av den ursprungliga metoden som låg till grund för en mera detaljerad kartläggning av hjärnans dopaminsystem.
I mitten av 1970-talet initierade Björklund en helt ny forskningslinje som baserade sig på idén att ersätta skadade nervceller i hjärnan med omogna neuroblaster erhållna från hjärnan på foster. Detta pionjärarbete, som han utvecklade tillsammans med sin nära elev och medarbetare Ulf Stenevi, öppnade upp för helt nya möjligheter att reparera skadade nervkretsar och återställa funktion, dels i djurmodeller av Parkinsons och Huntingtons sjukdom, dels på försöksdjur med skador på hjärnans minnes- och inlärningssystem.
Under 1990-talet genomförde Lundateamet, under ledning av neurologen Olle Lindvall, en serie kliniska försök på patienter med Parkinsons sjukdom som visade att omogna dopaminceller från aborterade foster, transplanterade till hjärnans sk striatum-region, kan överleva, utmogna och återbilda det förlorade dopamin-systemet. Även om de kliniska resultaten har varierat kraftigt, så har resultatet i en del av Lunda-patienterna varit tillräckligt lovande för att stimulera till vidare utveckling av cdell-reparationsidén, nu baserat på användningen av celler som genereras från embryonala stamceller. Lundateamet, som efter Björklunds pensionering leds av professor Malin Parmar, har under fyra decennier varit i frontlinjen av denna forskning.
En andra huvudlinje i Björklunds forskning har varit fokuserad på användningen av de neurotrofa tillväxtfaktorerna NGF och GDNF, för att motverka celldöd och stimulera återbildning av nervförbindelser i djurmodeller av neurodegenerativa sjukdomar, ffa Parkinsons sjukdom och kognitiv svikt. Björklunds lab har också varit pionjärer i användningen av rekombinant adeno-associerat virus (rAAV) för protektiv genterapi och utvecklingen av djurmodeller av den typ av patologi, skapad av det sjukdomsgenererande proteinet alfa-synuclein, som är karakteristisk för Parkinsons sjukdom.